# عبور وانتصار (مسرحية)
```

```

مسرحية مصرية عرضت على خشبة مسرح قصر ثقافة الاسماعيلية، وهي من إنتاج فرقة المسرح القومي للأطفال بالبيت الفني للمسرح، برئاسة الفنان محمود حسن وهي مسرحية في قالب غنائي استعراضي تدور احداثها حول الاحداث التي دارت من عام يونيو 1967 وصولًا إلى الانتصار العسكري في أكتوبر 1973.
.

## طاقم العمل

### الممثلين
- ناصر سيف قام بدور   (عم حسين)
- شريف عواد قام بدور (ديفيد - بديل أيمن بشاى)
- مونيا قامت بدور   (ورده)
- أيمن بشاي قام بدور (ديفيد)
- حسن نوح قام بدور (ياسين)
- محمد عبدالجواد قام بدور (عم حسين - بديل ناصر سيف)
- إيمان سالم قامت بدور (الجدة صابحه)
- شيماء نصار قامت بدور (ورده - بديل لمونيا)
- محمد عابدين قام بدور (اللواء / فؤاد نصار رئيس المخابرات المصرية)
- سكر شريف قامت بدور (جولدا مائير (بدلاً لنوال سمير))
- عادل الكومي قام بدور (موشى ديان)
- أحمد زايد قام بدور   (ياسين - بديل حسن نوح)
- منصور عبدالقادر قام بدور (عم إبراهيم - بديل لمنيرمكرم)
- زناتي حسني قام بدور (المعلم جابر)
- عادل شعبان قام بدور   (اللواء / عبد الغني الجمسى)
- منير مكرم قام بدور   (المعلم جابر - بديل زناتى حسنى)
- معتز السويفي قام بدور  (زعيرا رئيس المخابرات الإسرائيلية - بديل محمد دياب)
- محمد دياب قام بدور (زعيرا)
- عبدالسلام الدهشان قام بدور (المشير / احمد إسماعيل)
- محمد عبدالفتاح قام بدور   (على)
- أحمد عصام قام بدور   (الطفل - سمير)
- محمد الخولي قام بدور   (زعيرا - بديلا لمعتز السويفى - اثناء عرض قصر ثقافة الانفوشى
- نوال سمير قام بدور (جولدا مائير)
- هاني كمال قام بدور (عم حسين)
- سعيد مختار قام بدور (سعد الدين الشاذلي)

### إخراج
- محمد الخولي   (مخرج مسرحى)
- أحمد شحاتة. (مخرج منفذ)

### تأليف
- محمد الخولي. (مؤلف)

### ديكور
- محيي فهمي   (مهندس ديكور)